# Aleksandr Dyduszkin
Aleksandr Jakowlewicz Dudyszkin, ros. Александр Яковлевич Дудышкин (ur. 19 października?/31 października 1881 w Moskwie, zm. 4 lutego 1953 w Casablance) – rosyjski wojskowy (pułkownik), dowódca 4 Kompanii Technicznej 2 Batalionu 1 Pułku, a następnie 3 Batalionu 2 Pułku Rosyjskiego Korpusu Ochronnego podczas II wojny światowej, emigracyjny działacz kombatancki.

## Życiorys
W 1899 r. ukończył 1 korpus kadetów w Moskwie, w 1902 r. nikołajewską szkołę inżynierską, zaś w 1907 r. nikołajewską akademię inżynierską. Był inżynierem korpuśnym XXI Korpusu Armijnego. Awansował do stopnia podpułkownika. Brał udział w I wojnie światowej. W 1918 r. wstąpił do wojsk Białych gen. Antona I. Denikina. Służył w Markowskiej Kompanii Inżynierskiej. Następnie znajdował się pod zwierchnictwem szefa zaopatrzenia inżynierskiego Sztabu Generalnego. Potem stanął na czele oddziału inżynierskiego zarządu szefa zaopatrzenia, objął funkcję inżyniera korpuśnego Korpusu Ochotniczego i na końcu szefa oddziału inżyniersko-technicznego Sztabu Generalnego. W poł. listopada 1920 r. wraz z wojskami Białych został ewakuowany z Krymu do Gallipoli. Na emigracji zamieszkał w Królestwie SHS. Mianowano go pułkownikiem. Po zajęciu Jugosławii przez wojska niemieckie w kwietniu 1941 r., wstąpił do nowo formowanego Rosyjskiego Korpusu Ochronnego. Objął na krótko dowodzenie 4 Kompanii Technicznej 2 Batalionu 1 Pułku. Pod koniec października tego roku został dowódcą 3 Batalionu 2 Pułku Korpusu. Po zakończeniu wyjechał do Maroka, gdzie pracował jako inżynier architekt. Utworzył tam oddziały Rosyjskiego Związku Ogólnowojskowego (ROWS) i Związku Żołnierzy Korpusu Rosyjskiego.